# Cotinga maynana
Cotinga maynana е вид птица от семейство Cotingidae.

## Разпространение
Видът е разпространен в Боливия, Бразилия, Колумбия, Еквадор и Перу.